# 1824 год
1824 (ты́сяча восемьсо́т два́дцать четвёртый) год  по григорианскому календарю — високосный год, начинающийся в четверг. Это 1824 год нашей эры, 4‑й год 3‑го десятилетия XIX века 2‑го тысячелетия, 5‑й год 1820‑х годов. Он закончился 201 год назад.
| Пн | Вт | Ср | Чт | Пт | Сб | Вс |
|    |    |    | 1  | 2  | 3  | 4  |
| 5  | 6  | 7  | 8  | 9  | 10 | 11 |
| 12 | 13 | 14 | 15 | 16 | 17 | 18 |
| 19 | 20 | 21 | 22 | 23 | 24 | 25 |
| 26 | 27 | 28 | 29 | 30 | 31 |    |

| Пн | Вт | Ср | Чт | Пт | Сб | Вс |
|    |    |    |    |    |    | 1  |
| 2  | 3  | 4  | 5  | 6  | 7  | 8  |
| 9  | 10 | 11 | 12 | 13 | 14 | 15 |
| 16 | 17 | 18 | 19 | 20 | 21 | 22 |
| 23 | 24 | 25 | 26 | 27 | 28 | 29 |

| Пн | Вт | Ср | Чт | Пт | Сб | Вс |
| 1  | 2  | 3  | 4  | 5  | 6  | 7  |
| 8  | 9  | 10 | 11 | 12 | 13 | 14 |
| 15 | 16 | 17 | 18 | 19 | 20 | 21 |
| 22 | 23 | 24 | 25 | 26 | 27 | 28 |
| 29 | 30 | 31 |    |    |    |    |

| Пн | Вт | Ср | Чт | Пт | Сб | Вс |
|    |    |    | 1  | 2  | 3  | 4  |
| 5  | 6  | 7  | 8  | 9  | 10 | 11 |
| 12 | 13 | 14 | 15 | 16 | 17 | 18 |
| 19 | 20 | 21 | 22 | 23 | 24 | 25 |
| 26 | 27 | 28 | 29 | 30 |    |    |

| Пн | Вт | Ср | Чт | Пт | Сб | Вс |
|    |    |    |    |    | 1  | 2  |
| 3  | 4  | 5  | 6  | 7  | 8  | 9  |
| 10 | 11 | 12 | 13 | 14 | 15 | 16 |
| 17 | 18 | 19 | 20 | 21 | 22 | 23 |
| 24 | 25 | 26 | 27 | 28 | 29 | 30 |
| 31 |    |    |    |    |    |    |

| Пн | Вт | Ср | Чт | Пт | Сб | Вс |
|    | 1  | 2  | 3  | 4  | 5  | 6  |
| 7  | 8  | 9  | 10 | 11 | 12 | 13 |
| 14 | 15 | 16 | 17 | 18 | 19 | 20 |
| 21 | 22 | 23 | 24 | 25 | 26 | 27 |
| 28 | 29 | 30 |    |    |    |    |

| Пн | Вт | Ср | Чт | Пт | Сб | Вс |
|    |    |    | 1  | 2  | 3  | 4  |
| 5  | 6  | 7  | 8  | 9  | 10 | 11 |
| 12 | 13 | 14 | 15 | 16 | 17 | 18 |
| 19 | 20 | 21 | 22 | 23 | 24 | 25 |
| 26 | 27 | 28 | 29 | 30 | 31 |    |

| Пн | Вт | Ср | Чт | Пт | Сб | Вс |
|    |    |    |    |    |    | 1  |
| 2  | 3  | 4  | 5  | 6  | 7  | 8  |
| 9  | 10 | 11 | 12 | 13 | 14 | 15 |
| 16 | 17 | 18 | 19 | 20 | 21 | 22 |
| 23 | 24 | 25 | 26 | 27 | 28 | 29 |
| 30 | 31 |    |    |    |    |    |

| Пн | Вт | Ср | Чт | Пт | Сб | Вс |
|    |    | 1  | 2  | 3  | 4  | 5  |
| 6  | 7  | 8  | 9  | 10 | 11 | 12 |
| 13 | 14 | 15 | 16 | 17 | 18 | 19 |
| 20 | 21 | 22 | 23 | 24 | 25 | 26 |
| 27 | 28 | 29 | 30 |    |    |    |

| Пн | Вт | Ср | Чт | Пт | Сб | Вс |
|    |    |    |    | 1  | 2  | 3  |
| 4  | 5  | 6  | 7  | 8  | 9  | 10 |
| 11 | 12 | 13 | 14 | 15 | 16 | 17 |
| 18 | 19 | 20 | 21 | 22 | 23 | 24 |
| 25 | 26 | 27 | 28 | 29 | 30 | 31 |

| Пн | Вт | Ср | Чт | Пт | Сб | Вс |
| 1  | 2  | 3  | 4  | 5  | 6  | 7  |
| 8  | 9  | 10 | 11 | 12 | 13 | 14 |
| 15 | 16 | 17 | 18 | 19 | 20 | 21 |
| 22 | 23 | 24 | 25 | 26 | 27 | 28 |
| 29 | 30 |    |    |    |    |    |

| Пн | Вт | Ср | Чт | Пт | Сб | Вс |
|    |    | 1  | 2  | 3  | 4  | 5  |
| 6  | 7  | 8  | 9  | 10 | 11 | 12 |
| 13 | 14 | 15 | 16 | 17 | 18 | 19 |
| 20 | 21 | 22 | 23 | 24 | 25 | 26 |
| 27 | 28 | 29 | 30 | 31 |    |    |

## События

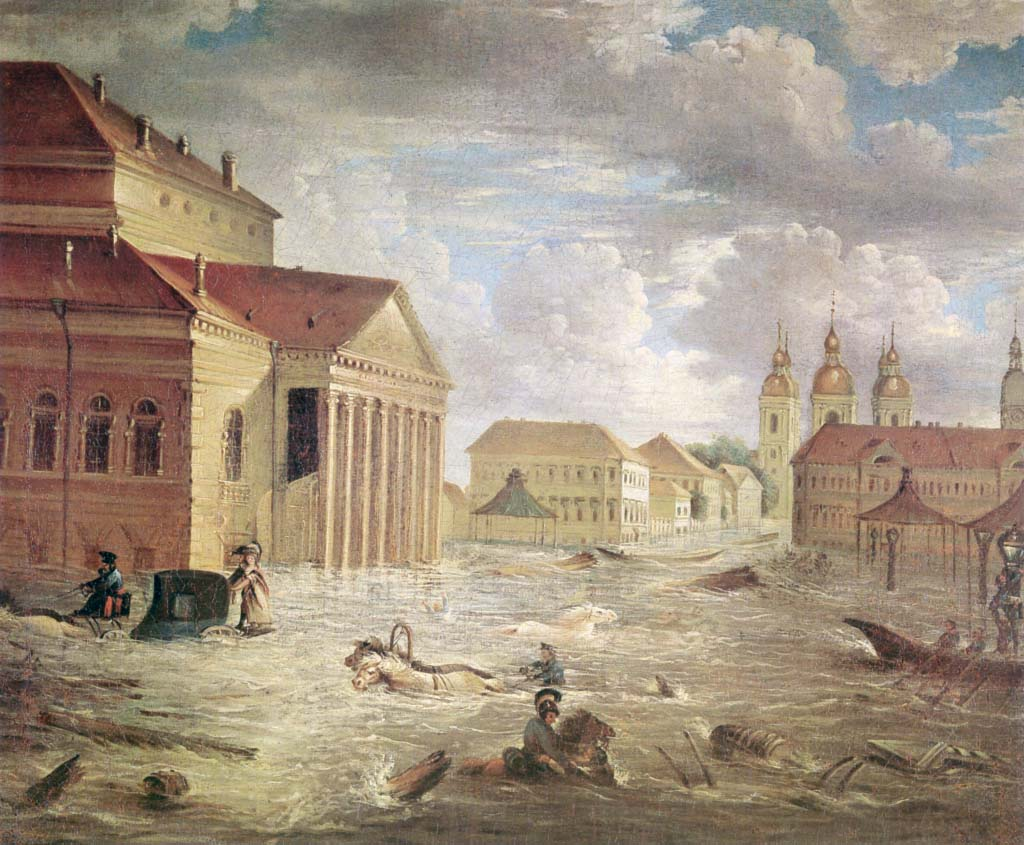
Площадь у Большого Каменного театра 7 ноября 1824 г.

### Россия
- 17 апреля — заключена конвенция между Российской империей и США, по которой Россия согласилась считать южной границей своих владений в Северной Америке параллель 54°40’ северной широты, что оставляло за ней остров Принца Уэльского — см. Русско-американская конвенция 1824 года.
- 14 октября — в Москве открыт Малый театр.
- 19 ноября — в Санкт-Петербурге произошло сильнейшее за всю историю города наводнение, вода в Неве поднялась до отметки 421 см выше ординара — см. Петербургское наводнение (1824)[1].
- Сооружена первая в России линия оптического телеграфа, соединившая Петербург со Шлиссельбургом.
- Генерал-майор Н. З. Хитрово обустроил в Москве новую площадь и подарил её городу. Площадь стала называться по его имени Хитровской.
- Основаны: Царёво-Александровский прииск, в Орулихе открыто первое платиновое месторождение в России.
- Образован Лейб-гвардии Гродненский гусарский полк.

### Европа
- 17 марта подписан Лондонский мир между Британией и Нидерландами
- 30 апреля — в Португалии инфант Мигел предпринял попытку государственного переворота. Король Жуан VI бежал, попытка переворота провалилась, Мигел выслан в Австрию, королева Жоакина-Карлота отправлена в монастырь[2].
- 16 сентября — после смерти Людовика XVIII на французский престол взошёл граф д’Артуа, ставший Карлом X[3].
- Парламентские выборы во Франции (1824).

### Африка
- 22 января — восстание ашанти в Гане против британцев, убит британский губернатор Чарльз Маккарти.

### Америка

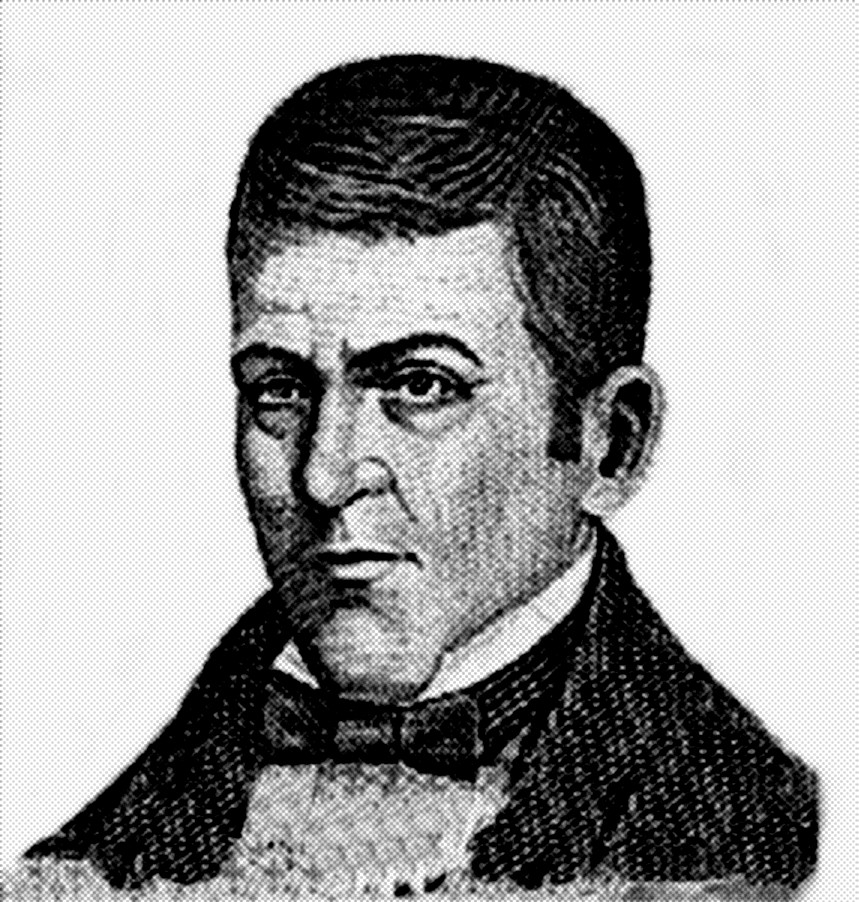
Президент Гондураса Дионисио Эррера

- 31 января — Учредительный конгресс Мексики принял «Основной закон», гласивший, что «мексиканская нация навсегда свободна и независима»[4].
- 10 февраля — конгресс Перу отстранил от власти президента маркиза де Торре-Тагле и назначил Симона Боливара диктатором[5].
- 11 марта — основано Бюро по делам индейцев.
- 17 апреля — в Центральной Америке отменено рабство[6].
- 2 июля — в Бразилии была провозглашена «Конфедерация Эквадора» из шести северных провинций страны[7].
- 24 июля — восставшие в Пернамбуку провозгласили Бразилию республикой[7].
- 6 августа — армия Симона Боливара разбила испанские войска на равнине Хунин[8].
- 18 августа — учредительный конгресс Мексики под давлением США принял закон о неприкосновенности имущества иностранных граждан
- 16 сентября — первым главой государства Гондураса избран Дионисио Эррера[9].
- 17 сентября — бразильская императорская армия заняла Ресифи, ликвидировав «Конфедерацию Эквадора»[7].
- 4 октября — обнародована конституция в Мексиканских Соединённых Штатов, закреплявшая республиканскую форму правления и упразднявшая инквизицию[4].
- 18 октября — императорская армия Бразилии заняла Форталезу[10].
- 26 октября — в США начались Президентские выборы
- 31 октября — императорская армия Бразилии разбила республиканские силы Сеары[10].
- 22 ноября
  - принята конституция Соединённых провинций Центральной Америки[11].
  - в Бразилии капитулировала «конституционная дивизия»[10].
- 2 декабря — завершены президентские выборы в США. Лидировавшие генерал Эндрю Джексон и Джон Куинси Адамс не набрали необходимого большинства голосов[12].
- 8 декабря — армия Хосе Антонио Сукре разбила испанские войска в битве при Аякучо — см. Битва при Аякучо[13].
- 31 декабря — Великобритания признала независимость республик Латинской Америки — Мексики, Великой Колумбии и Буэнос-Айреса — от Испании[14].

### Австралия
- Название «Австралия», рекомендованное в 1804 году М. Флиндерсом официально закреплено за континентом.

## Наука
- 8 января — Майкл Фарадей наконец был избран членом Лондонского королевского общества.
- 21 октября — Джозеф Аспдин патентует портландцемент.
- 5 ноября — основание первого англоязычного технологического института — Политехнический институт Ренсселира.
- Открыт баритокальцит.
- Открыт первый динозавр — мегалозавр[15].

## Культура

### Музыка
- 7 мая — в Вене премьера Симфонии № 9 Бетховена

## Родились
См. также: Категория:Родившиеся в 1824 году
- 8 января — Уильям Уилки Коллинз, английский писатель (ум. в 1889).
- 14 января — Владимир Васильевич Стасов, русский музыкальный и художественный критик (ум. 1906).
- 21 января — Томас Джонатан Джексон, генерал армии КША (ум. 1863).
- 22 февраля — Пьер Жюль Сезар Жансен, французский астроном (ум. 1907).
- 24 февраля — Матия Мразович, хорватский политик, 12-й мэр Загреба (ум. 1896).
- 1 марта — Дональд Стюарт, британский генерал, участник второй англо-афганской войны.
- 2 марта — Бедржих Сметана, чешский композитор, дирижёр, пианист.
- 31 марта — Уильям Моррис Хант, американский художник (ум. 1879).
- 12 мая — Елена Сергеевна Горчакова, русский педагог, поэтесса, автор путевых очерков (ум. 1897).
- 22 мая — Амели Линц (Шпайер), немецкая писательница писавшая под псевдонимом Амалия Годин (ум. 1904).
- 11 июля — Юлия Жадовская, русская писательница (ум. 1883).
- 14 августа — Артур Хобрехт, прусский политик и государственный деятель (ум. 1912).
- 29 сентября — Людвиг Бюхнер, немецкий врач, естествоиспытатель и философ (ум. 1899).
- 4 сентября — Антон Брукнер, австрийский композитор, органист и музыкальный педагог, известный в первую очередь своими симфониями, мессами и мотетами. 11 октября 1896 (72 года)
- 15 сентября — Мориц Лацарус, немецкий философ, психолог, издатель и педагог[16]; муж писательницы Нагиды Руфь Лацарус[17].
- 30 сентября — Чарльз Стоун, американский генерал, участник Гражданской войны.
- 3 октября — Иван Саввич Никитин, русский поэт (ум. 1861).
- 20 октября — Александр Васильевич Дружинин, русский писатель, литературный критик, переводчик (ум. 1864).
- 14 декабря — Пьер Сесиль Пюви де Шаванн, французский художник (ум. 1898).
- 30 декабря (18 декабря ст.ст.) — Алексей Борисович Лобанов-Ростовский, российский дипломат, князь, министр иностранных дел России в 1895 — 1896 годах (ум. 1896)

## Скончались
См. также: Категория:Умершие в 1824 году
- 10 января — Виктор Эммануил I, король Сардинского королевства в 1802 — 1821 годах (род.1759)
- Вождь Пушматаха
- 26 января — Жан Луи Андре Теодор Жерико, французский живописец (род.1791)
- 19 апреля — Джордж Ноэль Гордон Байрон, лорд, английский поэт (род. 1788).
- 7 сентября — Август Бекю, медик, профессор Виленского университета, отчим поэта Юлиуша Словацкого (род. 1755).
- 11 декабря — Дмитрий Петрович Горчаков, русский поэт-сатирик и драматург (род. 1754).